# Müller Jenő
Müller Jenő (Temesvár, 1890. március 26. – Temesvár, 1935. december 13.) romániai magyar könnyűzenei dalszerző.

## Élete és pályafutása
Szülővárosa Állami Főreáliskolájában érettségizett, a Müncheni Műszaki Egyetemen szerzett építészmérnöki oklevelet. Bánsági építővállalatoknál dolgozott mérnökként. Műdalokat, tánczenét, sanzonokat, kabarédalokat szerzett, ezek kottái Budapesten, Bécsben és a temesvári Moravetz Testvérek Zeneműkiadó gondozásában jelentek meg.
Legnépszerűbb kompozíciói: Legszebb tánc a shimmy; Várom a párom; Virághervadáskor; Csengő arany; Pistukám; Jégflört. Megzenésítette Farkas Imre Csipkefátyol című költeményét és Karl May ismert regénye alapján saját librettójára alkotta meg Az ezüst tó kincse címet viselő operettet.